# Alfredopetrovita
La alfredopetrovita es un mineral encontrado por primera vez en la mina El Dragón, en la provincia de Quijarro, Bolivia, que consecuentemente se considera la localidad tipo. Químicamente es un selenito de aluminio. El nombre es un reconocimiento al trabajo de Alfredo Petrov, geólogo, coleccionista y comerciante de minerales, que ha estudiado diversos yacimientos minerales de Bolivia, suministrando además muestras utilizadas en sus trabajos por otros investigadores. La descripción como una nueva especie fue aprobada por la IMA con el código IMA 2015-026

## Características físicas y químicas
La alfredopetrovita es un selenito de aluminio hidratado, formado por la alteración de seleniuros. Se encuentra como microcristales de un tamaño de hasta 0,1 mm, agrupados en esferillas de hasta 0,5 mm. Es de color blanco o ligeramente azulado, con brillo vítreo. En la localidad tipo, que es la única conocida hasta el momento, se encuentra en cavidades de una mineralización formada por krutaita-`penroseita, dolomita y goethita, asociada a favreauita, ahlfeldita, calcomenita y a otros minerales. La mina El Dragón se caracteriza por la existencia de una complejísima paragénesis de minerales de selenio, a pesar del pequeño tamaño de la mineralización.